# Draconarius yichengensis
Draconarius yichengensis là một loài nhện trong họ Amaurobiidae.
Loài này thuộc chi Draconarius. Draconarius yichengensis được Jia-Fu Wang miêu tả năm 2003.